# Người Mulao
Người Mulao hay Người Mục Lão (tiếng Trung: 仫佬族, Bính âm:Mùlǎozú; tên tự gọi: Mulam) là một trong 56 dân tộc được công nhận chính thức tại Cộng hòa Nhân dân Trung Hoa. Tên dân tộc này tự gọi mình là Mulam, mu6 là để chỉ loài người lam1 (trong một số phương ngữ là kyam1) là một dạng khác của tên được người Động sử dụng (Kam), là dân tộc mà người Mulao có quan hệ gần gũi. Một phần lớn người Mulao sống tại Huyện tự trị dân tộc Mục Lão La Thành thuộc Hà Trì, Quảng Tây.

## Văn hóa
Theo truyền thống, các cuộc hôn nhân giữa người Mulao được sự sắp xếp của cha mẹ và theo truyền thống, người vợ mới không sống chung với người chồng mới của họ cho đến khi sự ra đời của đứa con trai đầu tiên. Nhà cửa của họ được làm từ đất sét với mái bằng gạch và được bao gồm ba phòng. Các loài động vật được nuôi xa chỗ ở của gia đình. Trang phục truyền thống của những người đàn ông bao gồm một chiếc áo khoác có các nút bấm lớn, chiếc quần rộng và dép. Những người phụ nữ chỉ được búi tóc khi họ đã kết hôn.